# Pour faire une chanson (chanson)
Singles de Dorothée
Hou ! La menteuse
(1982) Bonjour Dorothée
(1983)
Pour faire une chanson est une chanson de l’animatrice et chanteuse française Dorothée, parue sur l’album du même titre.
Cette chanson fait l’objet d’une comédie musicale, jouée lors du podium d’été RMC en 1983.
Dans cette chanson, à travers un champ lexical basé sur le vocabulaire des musiciens, Dorothée décrit ce qu'il faut écrire et composer pour faire une chanson à succès. 

## Support
| Année | Format   | Label        | Catalogue           |
| ----- | -------- | ------------ | ------------------- |
| 1983  | 45 Tours | AB / Polydor | AB 8133237 / POL 10 |

## Parodie
L'humoriste Laura Laune a chanté la parodie « Pour faire un attentat ».